# Raucoules
Raucoules – miejscowość i gmina we Francji, w regionie Owernia-Rodan-Alpy, w departamencie Górna Loara.
Według danych na rok 1990 gminę zamieszkiwały 684 osoby, a gęstość zaludnienia wynosiła 33 osoby/km² (wśród 1310 gmin Owernii Raucoules plasuje się na 320. miejscu pod względem liczby ludności, natomiast pod względem powierzchni na miejscu 426.).